# Juba II
Pour les articles homonymes, voir Juba.
Juba II (en latin : Gaius Iulius Iuba ; en amazigh : ⵢⵓⴱⴰ ⵡⵉⵙ ⵙⵉⵏ ; grec ancien : Ἰóβας, Ἰóβα ou Ἰούβας) est un roi de Numidie de 30 à 25 av. J.-C. puis de Maurétanie, de 25 av. J.-C. à 23 ap. J.-C.. Outre son règne très réussi[Combien ?], il était un érudit et un auteur très respecté. Sa première épouse était Cléopâtre Séléné II, fille de la reine Cléopâtre VII d'Égypte ptolémaïque et du triumvir romain Marc Antoine.
Juba II est le fils du roi numide Juba Ier. Après la défaite de son père face aux Populares, il est emmené à Rome comme otage par Jules César et recevra une éducation dorée et la citoyenneté romaine par César et Octavie, la sœur du futur empereur Auguste. Il règne à partir de 30 av. J.-C. sur la Numidie et est installé sur le trône de Maurétanie en 25 av. J.-C.. Il prend pour capitale IYOL, qu'il renommera Caesarea (actuelle Cherchell, en Algérie). La date de son mariage avec Cléopâtre Séléné n'est pas connue, mais celui-ci est attesté dès 20 av. J.-C. avec la mention de la reine sur certaines pièces de monnaie.

## Biographie

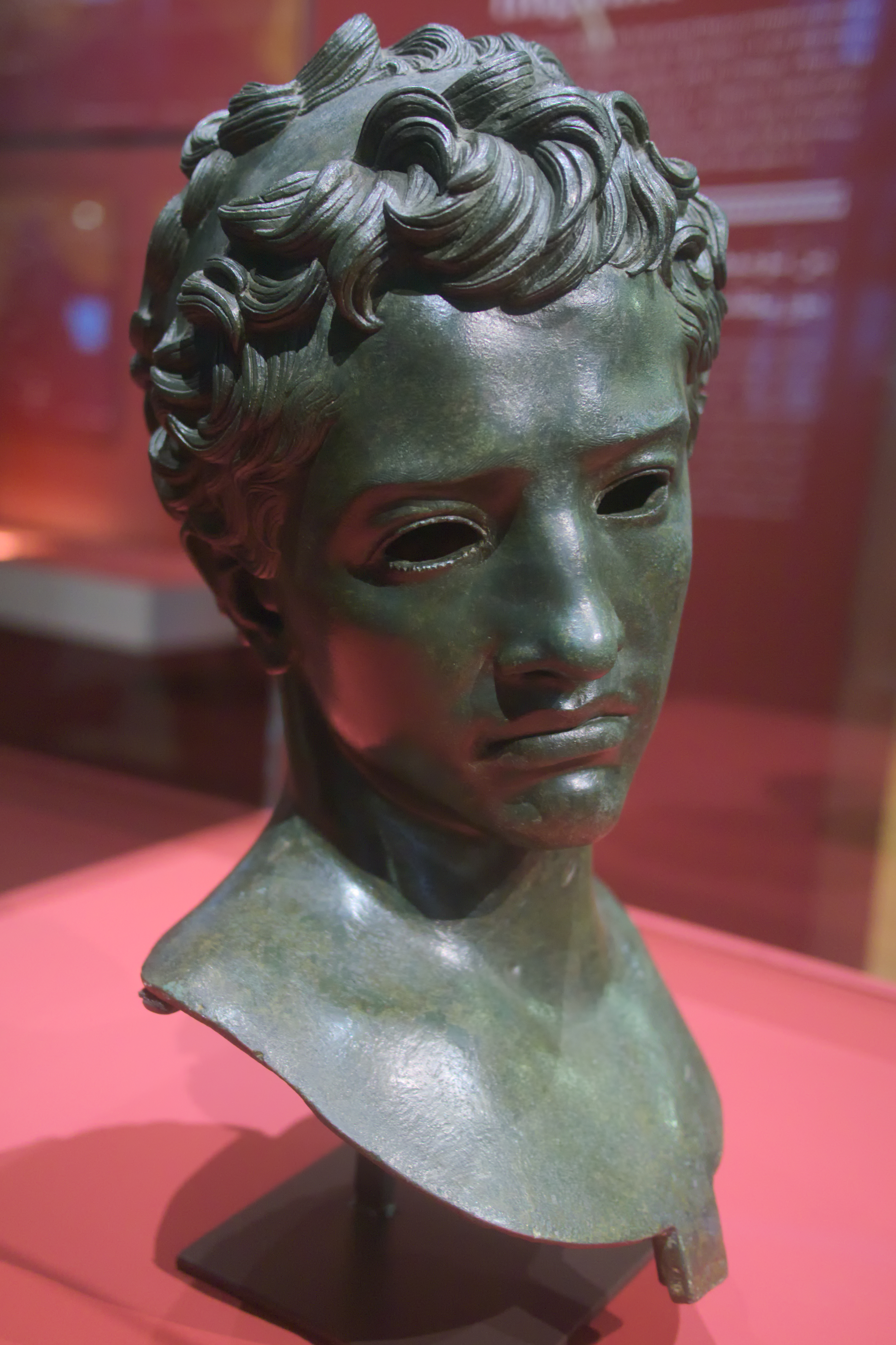
Statue de Juba II, découverte à Volubilis, au Maroc.

### Jeunesse
Après la défaite de Juba Ier, César fait une entrée triomphale à Zama. L'année 46 av. J.-C. est celle d'un triomphe total pour Rome, notamment contre les Numides et les Pompéiens.
C'est dans l'habitation de l'Aguellid (qui signifie "roi" en berbère) défunt qu'il décide du partage de l'Afrique et du sort de la famille royale. Juba II, alors âgé de cinq ans à peine, est envoyé en otage à Rome où il figure, par la suite, au triomphe de César,, derrière Vercingétorix de Gaule et Arsinoé, sœur de Cléopâtre d'Égypte. Juba II est alors le butin le plus précieux de César, issu d'une lignée illustre de rois nord-africains. En effet ce dernier en tant que fils de Juba Ier, roi massyle de Numidie et de Gétulie, est un descendant de Massinissa et Jugurtha, il est donc de la dynastie numide.
Nous ne savons pas ce qu'il advint des autres membres de la famille de Juba. Toujours est-il que Juba II fut élevé dans une captivité dorée par Octavie la sœur d'Octave, le futur empereur Auguste.
Selon certains auteurs[réf. nécessaire], le jeune Juba n'aurait pas été élevé par Octavie mais par Calpurnia Pisonis, la dernière épouse de César. Juba s'attira l'amitié de son protecteur qui lui offrit des occasions de se distinguer et de s'élever au rang des autres princes. Octave lui accorda le droit de cité romain. Juba prit alors les noms et prénoms de son protecteur (Gaius Iulius) qu'il transmettrait plus tard à ses affranchis, mais qu'il allait s'abstenir de porter après avoir reçu le titre de roi[réf. nécessaire].
Juba Il participe probablement à la campagne d'Orient[réf. souhaitée] de 31 29 av. J.-C. contre Cléopâtre et Marc Antoine, et sûrement à celle d'Espagne[réf. souhaitée] de 26 à 25 av. J.-C. où Octave apprécie sa fidélité et son adresse.

### Règne
Après la mort de Juba Ier, le royaume de Numidie est partagé par Octave (le futur Auguste). Ce dernier installe sur le trône Juba II. Plus tard, mettant fin au royaume numide, il propose à Juba II d'échanger ce qui reste de son royaume contre le trône de Maurétanie, qu’a laissé vacant la mort du dernier Bocchus. Empereur romain, Auguste modifie sa position vis-à-vis de la question des protectorats, pour adopter la politique de souplesse appliquée en Orient. Ainsi, le prince numide est placé sur le trône maurétanien.
À la sixième année de son règne, en 19 av. J.-C., Juba II épousa Cléopâtre Séléné II, fille de Cléopâtre, reine d'Égypte, et de Marc Antoine. Cette dernière avait été élevée en compagnie de son frère jumeau Alexandre Hélios par la sœur d'Octave, Octavie, épouse répudiée de Marc Antoine. Cléopâtre Séléné fut couronnée à son tour en raison de son ascendance maternelle et fut officiellement associée au pouvoir sans qu'il y ait toutefois partage territorial d'autorité. Ce territoire, malgré certaines amputations au profit des colonies romaines, s'étendait donc de l'Atlantique à l'ouest, à l'embouchure de l'Ampsaga (Oued-el-Kebir) à l'est et comprenait les régions de Sétif au sud ainsi qu'une partie des territoires des Gétules du sud-est algérien et tunisien.
Le rétablissement de ce vaste royaume, supérieur en superficie à celui de Massinissa à son apogée, ne constitue pas pour autant un recul dans la politique coloniale romaine. Il marque seulement une pause. Auguste abandonne moins à Juba la propriété que l'usufruit de son royaume, disposant des territoires, les divisant, les morcelant à sa guise, sans que le roi numide ne manifeste la moindre résistance, tellement son esprit, par l'éducation qui lui avait été dispensée, était obnubilé par l'obéissance à Rome.
Juba II implante sa capitale dans l'ancien comptoir phénicien Iol ou Jol qui est renommé Caesarea (actuellement Cherchell, en Algérie). Il a alors 25 ans lors de sa prise de pouvoir en 25 av. J.-C.  et les monnaies sont frappées en son nom avec la mention « IVBA REX8 ». La date du mariage entre Juba et Séléné n'est pas connue, cependant l'effigie de la reine apparaît à l’année 20 av. J.-C. sur les pièces de monnaie avec la légende « ΚΛΕΟΠΑΤΡΑ ΒΑΙΛΙΑ ».
Les projets de constructions et de sculptures à Césarée et Volubilis ont présenté un riche mélange de styles architecturaux égyptiens, grecs et romains. Cléopâtre Séléné II a influencé Juba II pour exercer une bonne politique gouvernementale. Juba II a promu et soutenu les arts du spectacle, la recherche scientifique , la métrique, la linguistique, la mathématique et la connaissance de l'histoire naturelle. Il a aussi favorisé le commerce en Numidie. La Maurétanie échangeait à travers la Méditerranée, en particulier avec l'Espagne et l'Italie, exportant du poisson, des raisins, des perles, des figues, des céréales, du bois de meubles et de la teinture violette pour les vêtements sénatoriaux.
Juba II a envoyé une expédition dans les îles Purpuraires afin de rétablir les anciens processus phéniciens de fabrication de colorants ("violet glucique"). Tingis (aujourd'hui Tanger), une ville des colonnes d'Hercule (aujourd'hui détroit de Gibraltar), est devenu un grand centre commercial. À Gades (actuelle Cadix) et Cartage la nouvelle (Cartagène actuelle) en Espagne, Juba II a été nommé par Auguste duumvir honoraire. Un duumvir était un magistrat d'une colonie ou ville romaine fondamentalement liée au trafic commercial et était également un Patronus Colonaie[réf. nécessaire].
Il a également exploré d'autres zones géographiques, telles que les montagnes de l'Atlas, Madère et les îles Canaries. De même, la valeur et la qualité de la monnaie maurétanienne ont été reconnues dans le monde antique. L'historien grec Plutarque le décrit comme l'un des meilleurs hommes d'État de son temps.
Juba II s'est intéressé aux origines de son royaume comme à l'étude du libyque et du punique, langues de culture de ses habitants. En renonçant à l'annexion de la Maurétanie, Auguste savait ce qu'il faisait avec Juba II à la tête de ces vastes territoires où se sont enracinées de nombreuses colonies romaines indépendantes du roi ; il pouvait, sans crainte, confier l'administration des indigènes à un chef « indigène » qui, plus habilement que des fonctionnaires romains, saura maintenir la paix. L'Afrique continuera donc à fournir à Rome ses productions, principalement agricoles.
Vers l'an 5 apr. J.-C., le roi Juba II a fait le tour de la Méditerranée orientale avec Caius Julius Caesar Vipsanianus, neveu d'Auguste ; pendant le voyage, il a rencontré Glaphyra ; Cléopâtre Séléné II était probablement déjà morte. Glaphyra (v. 35 av. J.-C., v. 7 ap. J.-C.?), fille du roi de Cappadoce Archélaos de Cappadoce, était une princesse anatolienne, liée à la dynastie hérodienne ; elle devint reine de Mauritanie en épousant Juba II. Elle sera plus tard épouse d’Hérode Archélaos.
En 19 apr. J.-C., Juba II a nommé son fils Ptolémée de Maurétanie co-régent, avant de mourir en l'an 23 apr. J.-C., enterré avec sa première femme au mausolée royal de Maurétanie. Son fils et successeur poursuivit en partie la politique de son père, mais n'hérita pas des vertus de celui-ci. Ptolémée règne jusqu'en 40 apr. J.-C., lorsque son cousin au deuxième degré, l'empereur Caligula, le fait assassiner lors d'une visite à Rome. La Mauritanie a ensuite été annexée à l'Empire, devenant une province romaine. Mais son fond berbère ne disparut pas.
Les Grecs érigèrent à Juba II une statue auprès de la bibliothèque du gymnase de Claude Ptolémée à Pausanias. Rédaction du paragraphe mal formulée ; "à* Pausanias" n'est pas un lieu, mais un auteur. Source manquante.[Lequel ?] On en trouve peu de traces écrites , une inscription qui lui est dédiée a cependant été trouvée à Athènes :
« Val βουλή καί [ό δ] ήμος [Β] ασίλισαν [Γλυφύραν] βασιλέω [ς] Άρχέλάου θυρ [ατέρα], βασιλέως δβο [ά]. »
(Boulé et Demos honorent la reine Glaphyra, fille du roi Archélaos et épouse du roi Juba pour sa vertu.)

### Un homme de science et de lettres
Juba II consacra les loisirs que lui laissait l'administration de son royaume à l'étude et acquit une réputation de lettré dans le domaine des sciences et des lettres.

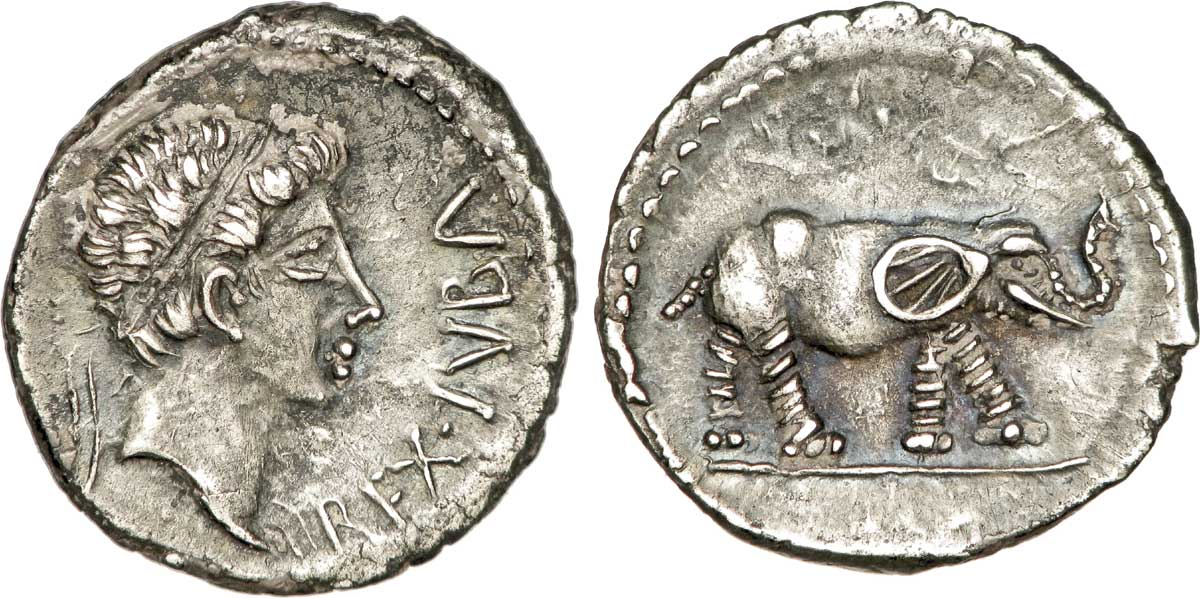
Royaume de Maurétanie, Denier à l'effigie de Juba II. Date : c. 20 AC. - AD. 20. Nom de l'atelier/ville : Maurétanie, Césarée.

Toujours désireux de prouver l'ancienneté de ses origines, il fit remonter sa généalogie à Hercule qui épousa la Libyenne Tingis (à l'origine de l'étymologie de la ville de Tanger), fille d'Atlas et veuve d'Antée dans la mythologie grecque[réf. nécessaire].
Il fit construire de nombreux édifices publics, des places ou forums, des théâtres, des thermes, des temples, des jardins publics… Beaucoup de ces vestiges confirment la grandeur de Juba II, qui possédait une grande puissance de travail et d'assimilation (sculpture, architecture…).
Juba II a écrit des livres en grec et en latin sur l'histoire, l’histoire naturelle, la géographie, la grammaire (latine, grecque, berbère, assyrienne, égyptienne), la peinture et le théâtre. Seuls des fragments de son œuvre ont survécu, laissant des témoignages de celui-ci dans les œuvres d'autres auteurs (Voir citations et références). Il a également compilé une importante bibliothèque avec une multitude de thèmes, qui ont sans aucun doute complété sa propre production prolifique.
Son guide sur l'Arabie a eu beaucoup de succès à Rome, écrivant également sur les Assyriens, sur la Libye et une histoire de Rome. Concernant la grammaire, il a écrit sur la corruption du lexique et les similitudes. Dans l'art, à propos de la peinture et une histoire du théâtre. Quant à la faune, sur les animaux toxiques et les physiologies[réf. nécessaire].

Juba II était considéré par les écrivains de l’Antiquité comme un lettré et un érudit. Malheureusement, son abondante œuvre ne nous est parvenue que sous forme de fragments. Il est très souvent cité dans les sources anciennes, en particulier par Pline l'Ancien qui considérait que « sa réputation de savant est encore plus mémorable que son règne » et Plutarque qui voit en lui un très grand historien grec. Juba II avait lui-même réuni une bibliothèque dans la tradition des rois hellénistiques et envoyé des copistes dans les plus grandes bibliothèques de son temps. On sait même que des escrocs lui vendirent de faux livres de Pythagore. Il écrivait, semble-t-il, exclusivement en grec, la langue de la culture en son temps, et ses sujets d’intérêts étaient très variés : philologie, théâtre, poésie, peinture, botanique (il nomma l'euphorbe du nom de son médecin personnel grec Euphorbos). Il rédigea aussi une Histoire de Rome, une autre sur les Assyriens, ainsi que des Arabica qu’il dédia au jeune prince Caius, le petit-fils d’Auguste. Il traita des réalités africaines dans deux ouvrages, les Libyca et un traité sur les Errances d’Hannon. Pour ces derniers, il puisa ses informations sans doute dans des documents anciens, les libri punici, hérités de son grand-père Hiempsal II : le sénat les confie aux rois africains après la chute de Carthage) et peut-être rédigés par lui (ou traduits en grec) à partir d’une tradition ancienne. Il s’appuyait aussi sur le résultat d’explorations aux îles Canaries et en quête des sources du Nil. De l’une de ces expéditions, Juba ramena un crocodile, signe à ses yeux que le Nil prenait bien sa source en Maurétanie.

## Citations chez divers auteurs
- Selon Pline le Jeune, Juba II a envoyé une expédition aux îles Canaries et à Madère[21]. Juba II aurait donné ce nom aux îles Canaries car de grands chiens féroces ont été trouvés (canarius, du latin canis chien). Il y aurait collecté des informations sur la flore, la faune et l'ethnographie. Il nomme cinq îles en latin : Canaria (aujourd'hui Grande Canarie), Nivaria (l'île de la neige perpétuelle, maintenant Tenerife), Capraria, Iunonia Maior (probablement, La Palma), Iunonia Minor et une en grec, Ombrios (actuelle El Hierro).
- Philostrate d'Athènes se souvient ainsi d'une de ses anecdotes : « Et j'ai lu dans le Traité de Juba II que les éléphants s'entraident lorsqu'ils sont persécutés et vont se défendre jusqu'à l'épuisement, et quand ils sont hors de danger, ils oignent leurs blessures avec les larmes de l'aloès, debout, autour de lui, comme les médecins. » (La vie d'Apollonius de Tiana, Loeb Classical Library, livre II, chapitre XVI.)
- Le botaniste allemand Karl Sigismund Kunth a dédié le genre de palmier monotypique Jubaea (Arecaceae) d'après le roi Juba II en reconnaissance de ses écrits sur l'histoire naturelle et les expéditions botaniques aux îles Canaries et à Madère, indiquant dans le protologue du genre : "in honorem Jubae, regis Numidiae, eruditisimi principis et studiorum claritate quam regno memorabilioris, qui de re herbaria ac geographia commentarios reliquit insignes."[22]
- Comme Massinissa et d'autres chefs berbères, et selon une coutume citée par Tertullien (Apologeticum, 24 ) et d'autres auteurs comme Mommsen, Gsell et Muller, Juba II aurait été adoré comme divinité après sa mort[23]. Une statue trouvée à Sala près de Rabat pourrait être son portrait divinisé[12]
- D'après El Khatib B.N, une inscription des environs de Bordj Bou Arreridj (Algérie) prouverait la survivance de son culte au IIIe siècle.
- En l'an 70 un nommé Juba revendiquait encore le trône de ses ancêtres. (Tacite, historiae, II, 58)

## Archéologie

### Tombeau de la Chrétienne

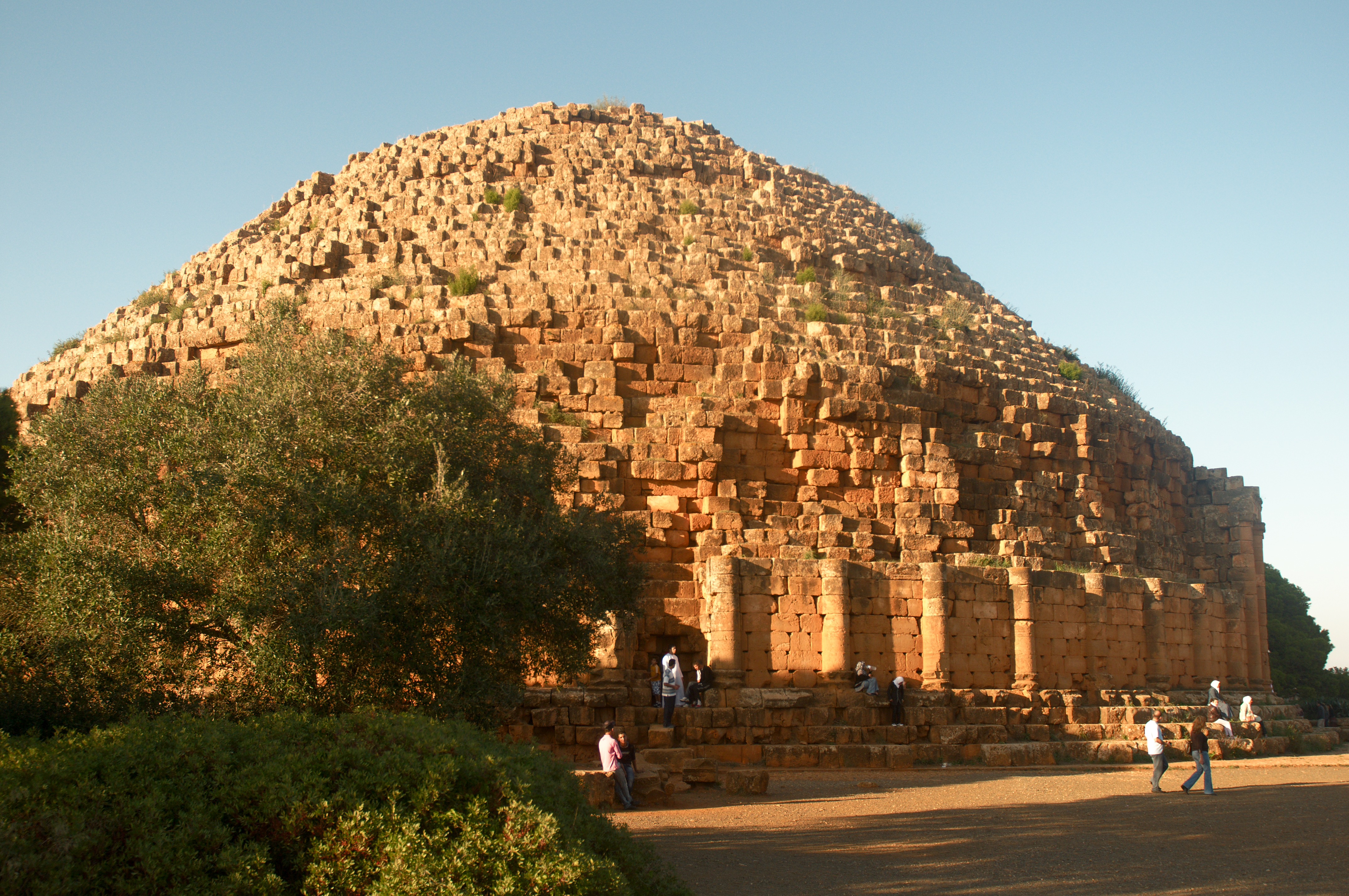
Le Mausolée royal de Maurétanie aujourd'hui.

On[Qui ?] pense que le Mausolée royal de Maurétanie, surnommé Tombeau de la Chrétienne, en arabe Kbour-er-Roumia, situé en Algérie, sur l'actuelle commune de Sidi Rached, à une soixantaine de kilomètres à l'ouest d'Alger a pu être le tombeau de Juba II et de son épouse Cléopâtre Séléné mais ce n'est qu'une hypothèse puisque le monument est vide de tout mobilier et qu'aucune chambre secrète n'y a, à ce jour, été identifiée. La date de sa construction et la fonction réelle de ce monument ne sont pas connues avec certitude. Sur la date, on sait qu'il est mentionné dans un texte du géographe Pomponius Mela, daté des années 40 ap. J.-C., époque où le royaume de Maurétanie fut annexé par Rome. Certains historiens[Lesquels ?] pensent qu'il s'agit d'un mausolée royal construit par le roi Juba II qui régna de 25 av. J.-C. à 23 ap. J.-C et son épouse, la reine Cléopâtre Séléné[réf. nécessaire]. Pour d'autres[Qui ?], l'étude architecturale du monument permettrait de le dater approximativement du Ier ou du IIe siècle av. J.-C. et donc antérieurement à la domination romaine sur l'Afrique du Nord. Stéphane Gsell a dit à son sujet : « C'est une construction de type indigène, couverte d'une chemise grecque. »

### Pseudo archéologie
En 1982, un chasseur de trésors nommé Burrows a affirmé avoir trouvé un site archéologique de première importance dans l'Illinois, la Grotte de Burrows. Malgré l'absence de preuves, les artefacts prétendument issus de ce site ont suscité l'écriture du livre The Lost Treasure of King Juba: The Evidence of Africans in America before Columbus (2003), par l'auteur Frank Joseph, spécialiste de l'archéologie mystérieuse, qui y affirme qu'une flotte numide du roi Juba II a traversé l'Atlantique pour accoster aux actuels États-Unis d'Amérique bien avant Christophe Colomb ou les Vikings. Malgré sa fragilité, cette hypothèse a rencontré un certain succès populaire.

## Iconographie

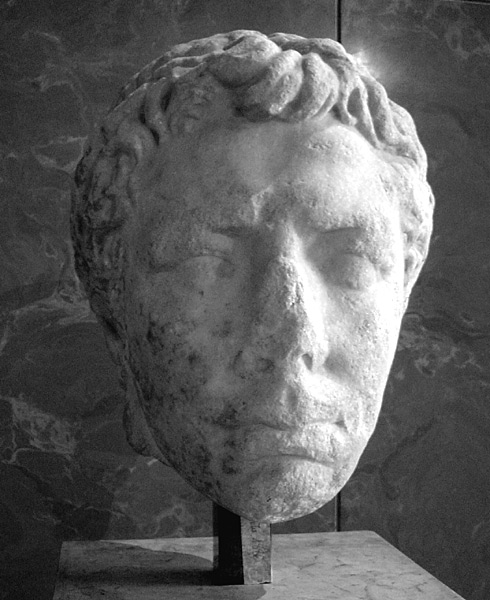
Portrait en marbre du roi Juba II découvert à Cherchell, en Algérie.

### Statue
11 portraits du souverain sont connus.
- Portrait du roi Juba II, marbre découvert à Cherchell, en Algérie.
- Buste de Juba II, bronze de Volubilis au Maroc dans la maison de la mosaïque à la Vénus, vers 25 av. J.-C. (Musée de l'histoire et des civilisations de Rabat au Maroc), haut. 47 cm.

## Galerie de portraits sculptés

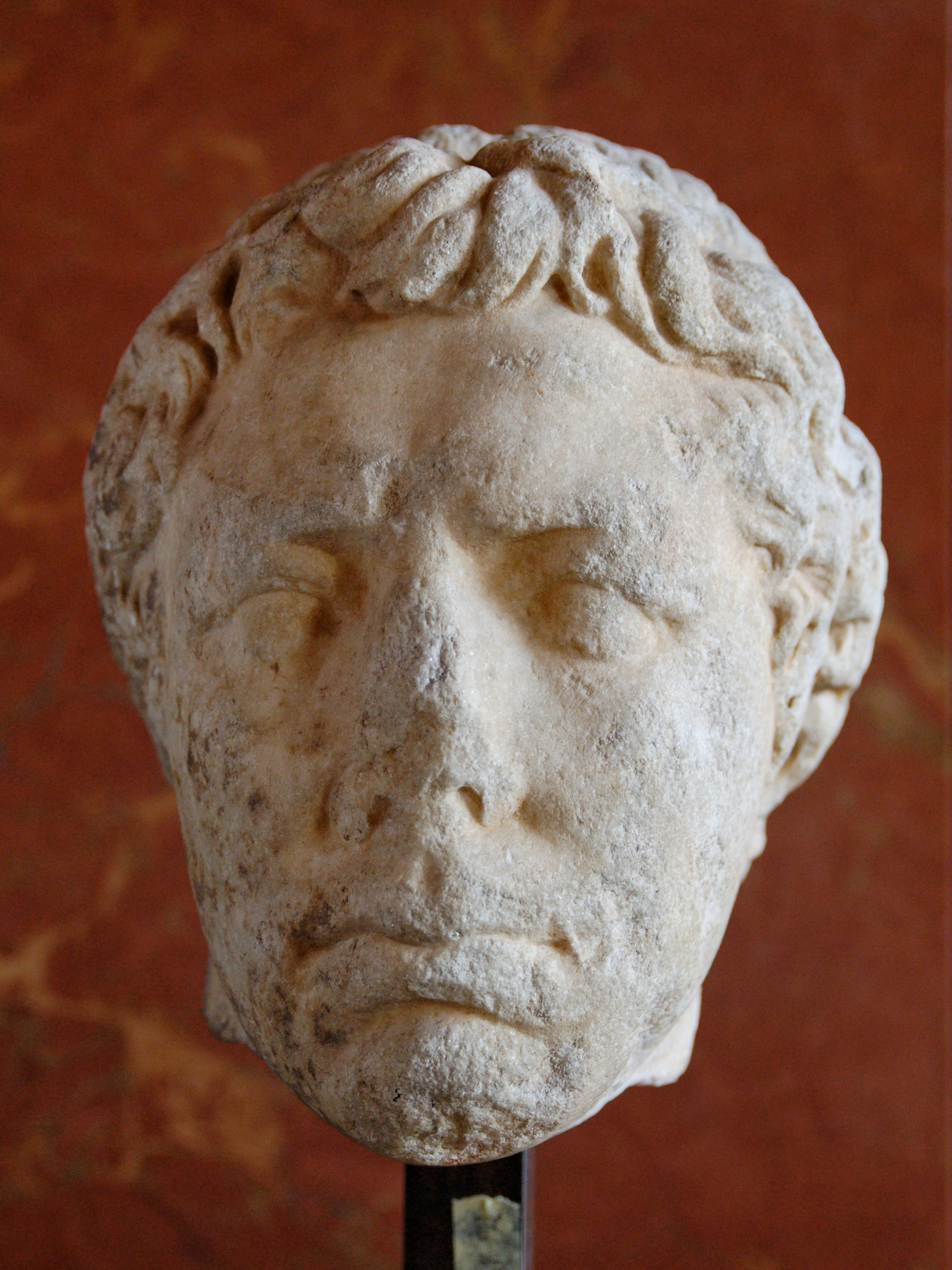
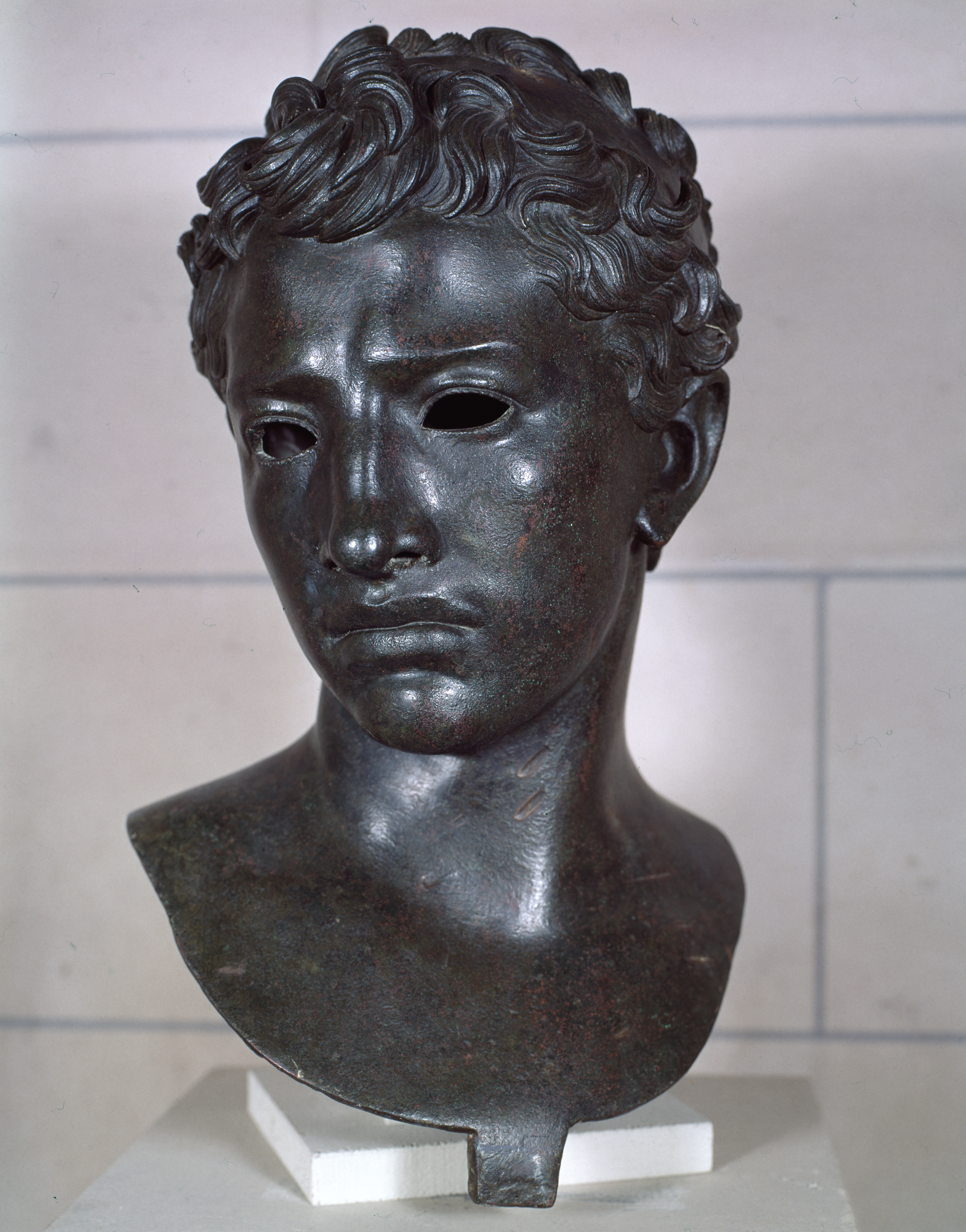
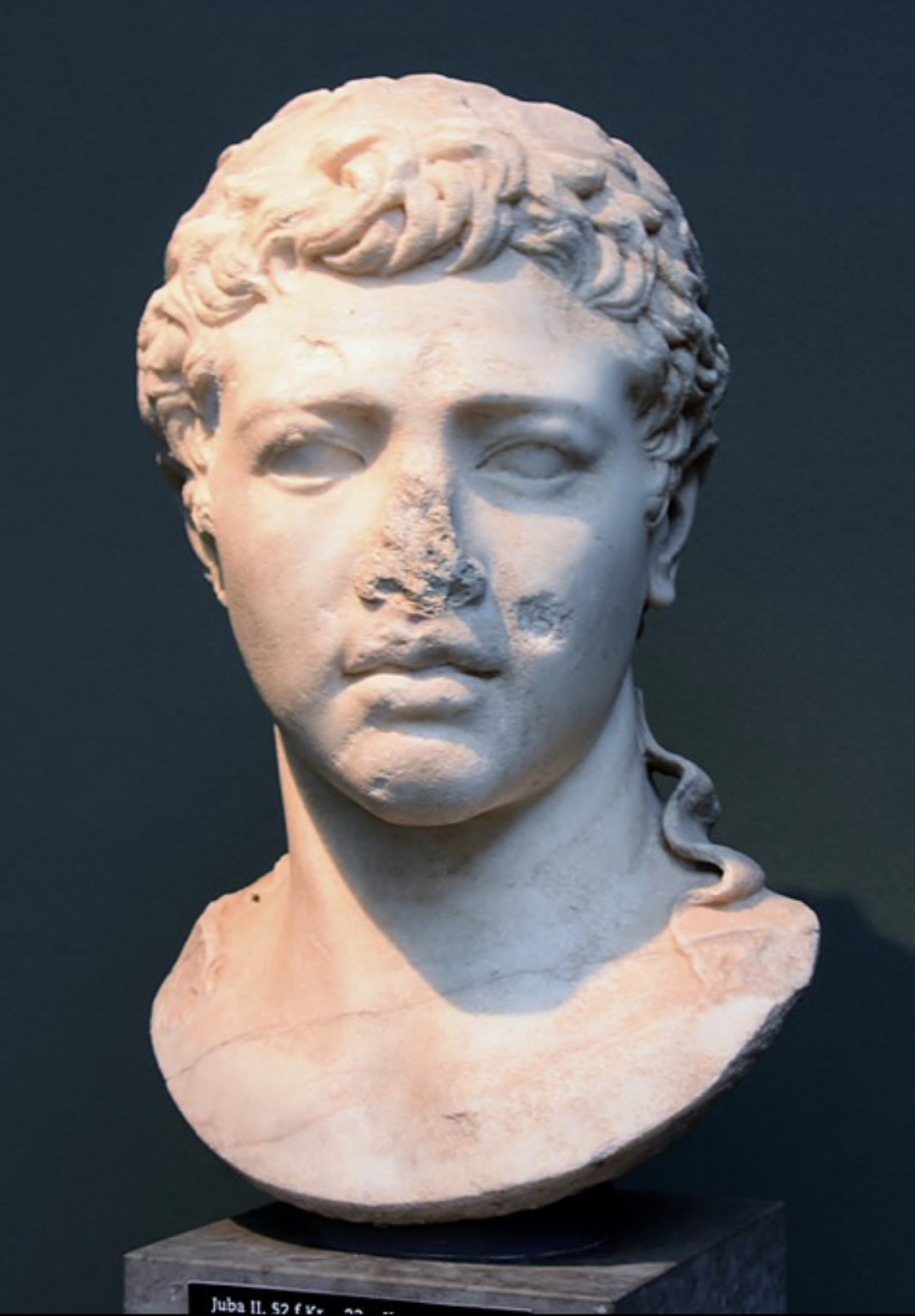
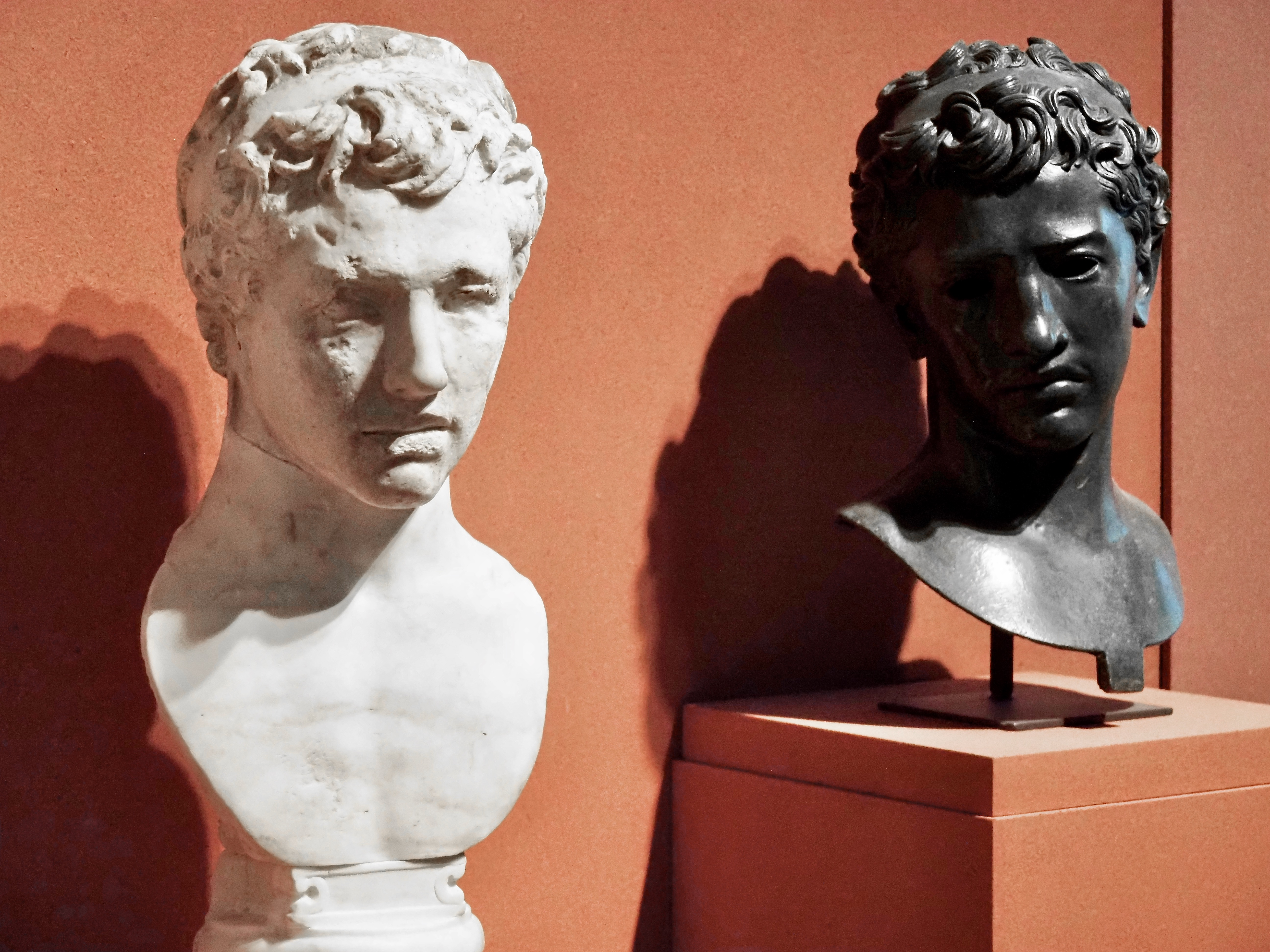
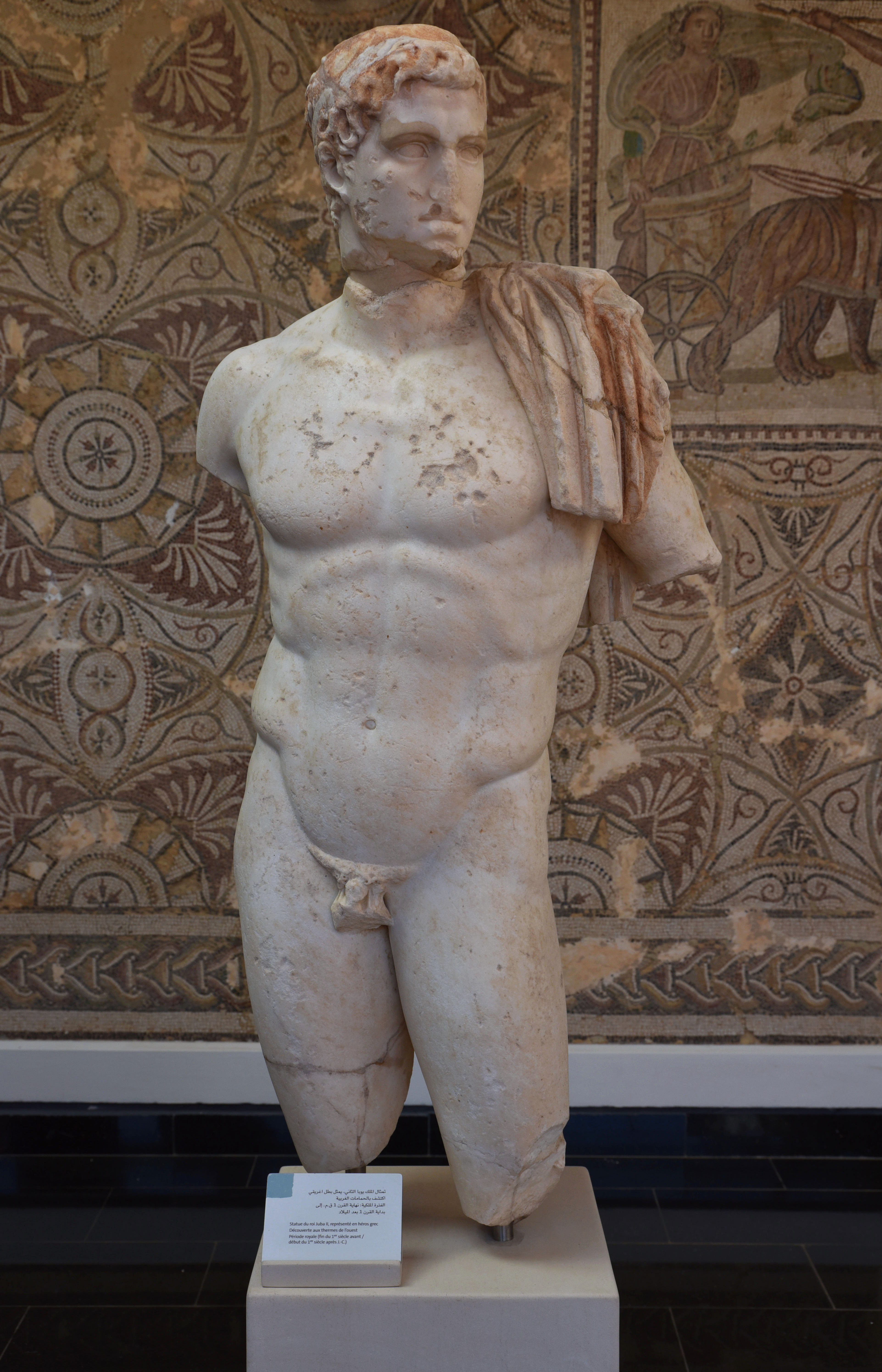
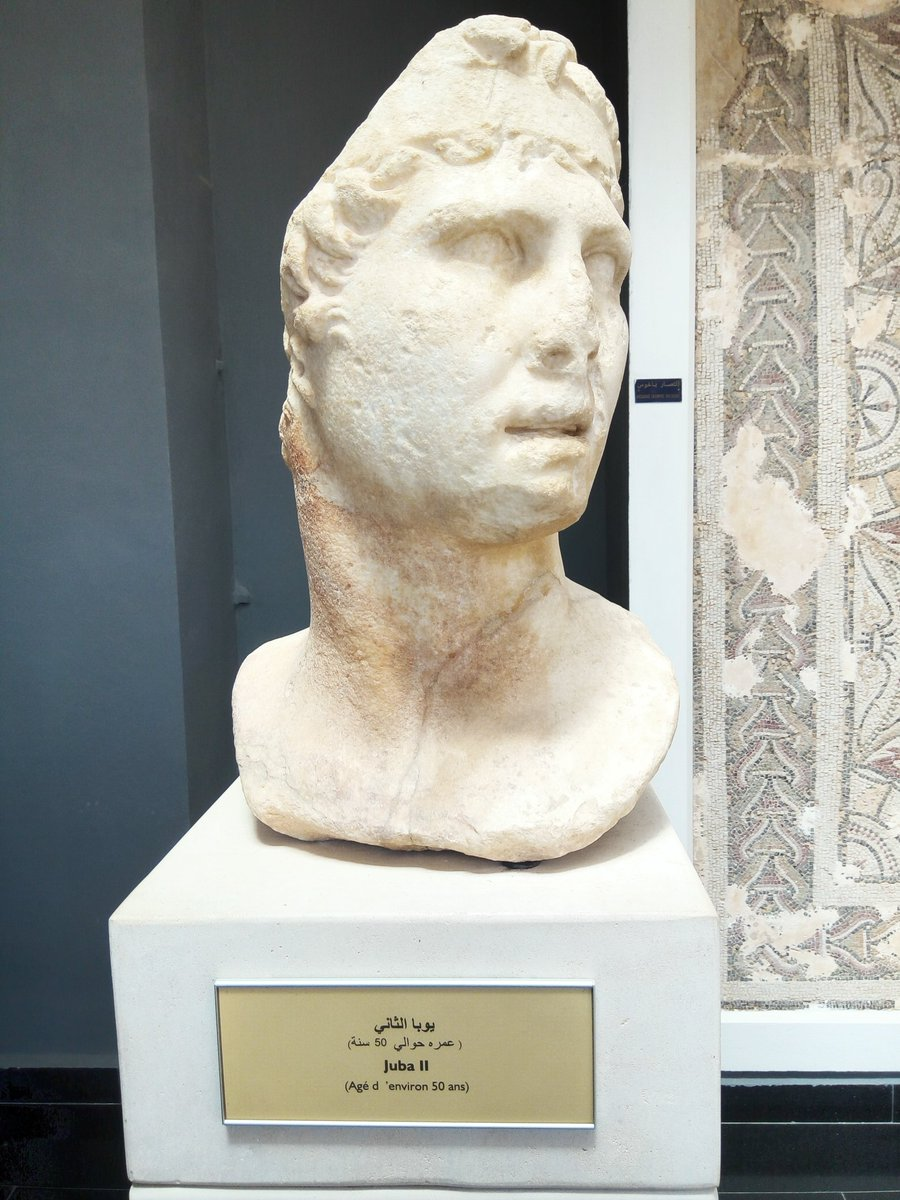

### Numismastique
- Denier au buste de Juba II, revers représentant Cléopâtre Séléné, argent, règne de Juba II (25 av. J.-C.- 23 ap. J.-C.) Bibliothèque nationale de France, département des monnaies, médailles et antiques.
- Denier à l'effigie de Juba II. Date : c. 20 AC. - AD. 20. Nom de l'atelier/ville : Maurétanie, Césarée
- Denier à l'effigie de Juba II[25]. Date : 52 av. J.-C.-23 ap.J.-C. Revers représentant Juba II. Mention REX IUBA. Avers représentant un éléphant. Bibliothèque nationale de France, département des monnaies, médailles et antiques.

#### Ouvrages
- Michèle Coltelloni-Trannoy (préf. Jehan Desanges), Le royaume de Maurétanie sous Juba II et Ptolémée (25 av. J.-C. - 40 ap. J.-C.), Études d'Antiquités africaines, 1997, 246 p. (lire en ligne). .
- Zakya Daoud, Juba II roi, savant et mécène, Rabat, Art-Dif Edition, 2014, 270 p. (ISBN 978-9954-9113-5-8).
- Mouloud Gaid, Aguellids et Romains en Berbérie, éditions SNED, Alger, 1972.
- Stéphane Gsell, Histoire de l'Afrique du Nord, 8 vol. (1913-1928) [Œuvre restée inachevée].
- Stéphanie Guédon, Juba II : L'Afrique au défi de Rome, Paris, Les Belles Lettres, 258 p., 2025  (ISBN 978-2251456690)
- Leveau Ph., Caesarea, "Ivbae regia" et les "basileia" des rois de Maurétanie, in Coltelloni-Trannoy M., Philippe Leveau Ph., Satre S. (éd.), Caesarea à l’époque des rois de Maurétanie : Témoignages épigraphiques sur la cour de ses rois et la population de leur capitale, CNRS, Paris, 2024, p. 21-116.
- Jean Mazard, Corpus Numérum Mauretanieque, Arts et Métiers graphiques, 1955.

#### Articles
- M. Coltelloni-Trannoy, « Juba », Encyclopédie berbère, no 25,‎ 1er septembre 2003, p. 3914–3938 (ISSN 1015-7344, DOI 10.4000/encyclopedieberbere.1520, lire en ligne, consulté le 16 décembre 2022)
- Christa Landwehr, « Les portraits de Juba II, roi de Maurétanie, et de Ptolémée, son fils et successeur », Revue archéologique, no 43,‎ 2007, p. 65-110.